# Christus-Kirche Reichenbach (Thüringen)

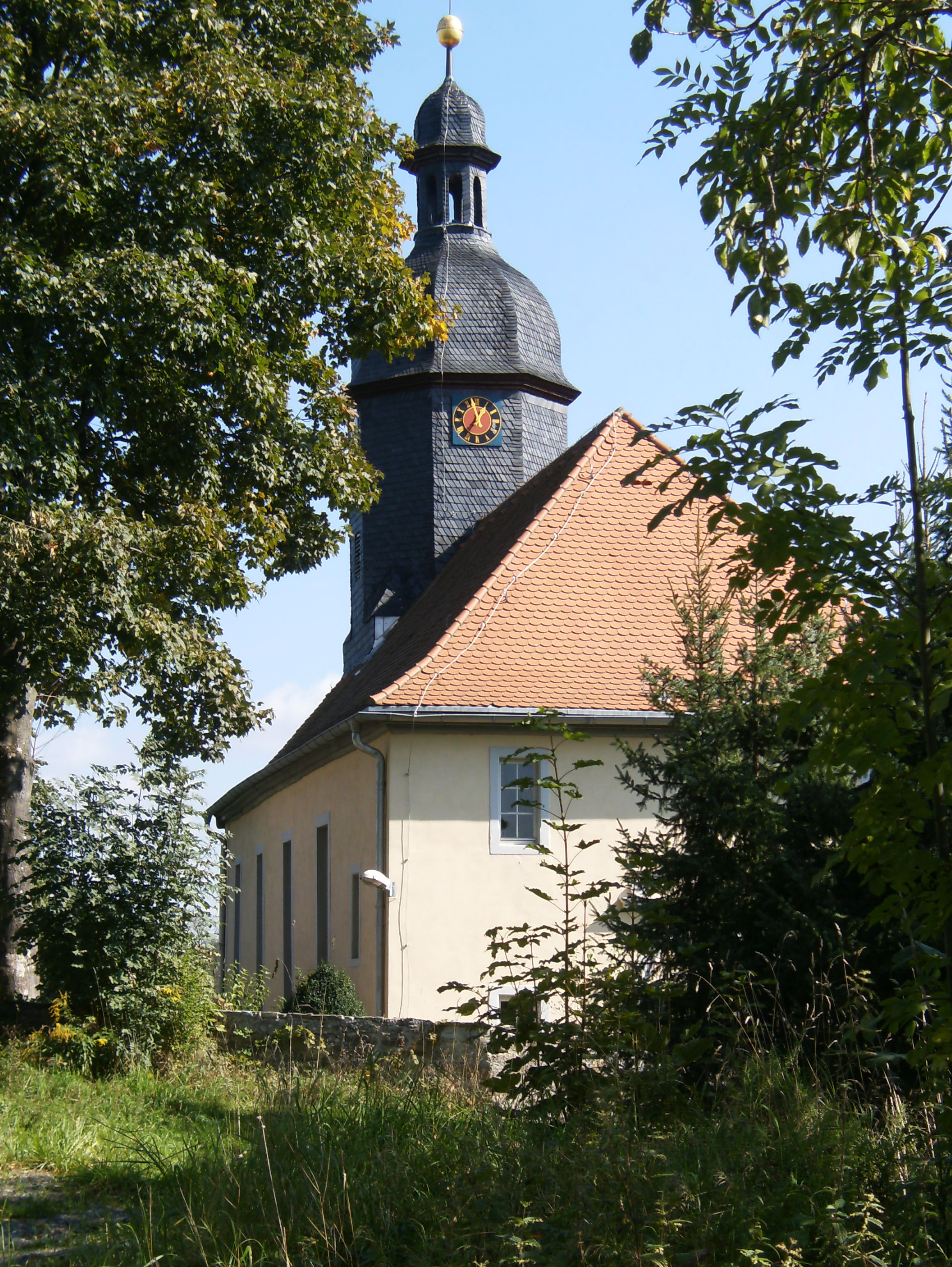
Christus-Kirche

Die evangelisch-lutherische, denkmalgeschützte Christus-Kirche steht in Reichenbach, einer Gemeinde im Saale-Holzland-Kreis von Thüringen. Die Kirchengemeinde Reichenbach gehört zum Pfarrbereich St. Gangloff im Kirchenkreis Gera der Evangelischen Kirche in Mitteldeutschland.

## Beschreibung
Die Saalkirche wurde 1726 anstelle eines Vorgängerbaus errichtet. Sie hat im Osten einen schieferverblendeten Dachturm, auf dem eine Haube sitzt, die von einer offenen Laterne mit Turmkugel bekrönt wird. Der von einem hölzernen Spiegelgewölbe überspannte Innenraum des Langhauses hat dreiseitige Emporen, an der Nord- und der Südseite sind sie zweigeschossig. Auf der Empore im Chor steht der Kanzelaltar unter einer Einschubdecke. Die Brüstung der Chorempore und die Kanzel sind mit gewundenen Säulen verziert. Von der figürlichen Bemalung der Brüstungen der Emporen sind nur die Darstellungen von Jesus Christus und der Evangelisten am Kanzelkorb erhalten. Die heutige Fassung des Innenraums stammt von 1936.